# Pakistan op de Olympische Zomerspelen 1988
Pakistan nam deel aan de Olympische Zomerspelen 1988 in Seoel, Zuid-Korea. Voor de eerste keer in acht deelnames werd er geen medaille gewonnen in het hockey. Er werd wel een bronzen medaille gewonnen in het boksen.

## Medailleoverzicht
| Sport  | Olympiër     | Discipline | Medaille |
| ------ | ------------ | ---------- | -------- |
| Boksen | Hussain Shah | -75kg (m)  | Brons    |

## Deelnemers en resultaten

### Atletiek
| Olympiër                                                   | Onderdeel              | Resultaat | Prestatie                                               |
| ---------------------------------------------------------- | ---------------------- | --------- | ------------------------------------------------------- |
| Muhammad Afzal                                             | 100m (m)               | 77e       | serie 7: 6de in 10,91                                   |
| Muhammad Afzal                                             | 200m (m)               | 51e       | serie 3: 6de in 21,89                                   |
| Muhammad Fayyaz                                            | 400m (m)               | 39e       | serie 8: 6de in 47,13                                   |
| Syed Meesaq Rizvi                                          | 800m (m)               | 50e       | serie 4: 6de in 1.51,58                                 |
| Bashir Ahmad Muhammad Afzal Fiaz Muhammad Muhammad Sadaqat | 4x400m (m)             | 16e       | serie 3: 6de in 3.08,54 halve finale 2: 8ste in 3.08,50 |
| Muhammad Urfaq                                             | verspringen (m)        | 31e       | kwalificatie groep B: 16de met 7,09m                    |
| Haider Ali Shah                                            | hink-stap-springen (m) | 37e       | kwalificatie groep B: 19de met 14,88m                   |

### Boksen
| Olympiër           | Onderdeel | Resultaat | Prestatie |
| ------------------ | --------- | --------- | --- |
| Abrar-Hussain Syed | -71kg (m) | 9e        | 1ste ronde: W van ALG Meziane: knock-out 2de ronde: W van CMR Mayo: scheidsrechterlijke beslissing 3de ronde: V van CAN Downey: 0-5                           |
| Hussain Shah Syed  | -75kg (m) | Brons     | 1ste ronde: vrij 2de ronde: W van MEX Amarillas: 3-2 3de ronde: W van ZAI Kabongo: 5-0 kwartfinale: W van HUN Fuzesy: 3-2 halve finale: V van CAN Marcus: 1-4 |

### Hockey
| Olympiër | Onderdeel | Resultaat | Prestatie |
| --- | --------- | --------- | --- |
| Nasir Ali Ishtiaq Ahmed Mansoor Ahmed Rizwan Munir Khalid Bashir Qazi Mohib Naeem Akhtar Naeem Amjad Aamer Zafar Tariq Sheikh Zahid Sharif Khalid Hameed Musaddiq Hussain Shahbaz Ahmed Qamar Ibrahim Tahir Zaman | mannen    | 5e        | groep A: 3de W van Spanje: 5-1 W van Kenia: 8-0 W van Argentinië: 2-1 V van Australië: 0-4 V van Nederland: 0-2 5-8ste plek: W van Sovjet-Unie: 1-0 5-6de plek: W van India: 2-1 |

| Groep A |            |             |             |             |             |            |            |            |        |
| #       | Land       | Wedstrijden | Wedstrijden | Wedstrijden | Wedstrijden | Doelpunten | Doelpunten | Doelpunten | Punten |
| #       | Land       | G           | W           | G           | V           | V          | T          | Saldo      | Punten |
| 1       | Australië  | 5           | 5           | 0           | 0           | 19         | 3          | +16        | 10     |
| 2       | Nederland  | 5           | 3           | 1           | 1           | 12         | 6          | +6         | 7      |
| 3       | Pakistan   | 5           | 3           | 0           | 2           | 15         | 8          | +7         | 6      |
| 4       | Argentinië | 5           | 2           | 0           | 3           | 8          | 12         | -4         | 4      |
| 5       | Spanje     | 5           | 1           | 1           | 3           | 6          | 10         | -4         | 3      |
| 6       | Kenia      | 5           | 0           | 0           | 5           | 5          | 26         | -21        | 0      |

| Ronde        | Datum | Plaats    | Land | Score       | Land |
| ------------ | ----- | --------- | ---- | ----------- | ---- |
| Groepsfase   |       |           |      |             |      |
| 18 september | Seoel | Pakistan  | 5-1  | Spanje      |      |
| 20 september | Seoel | Pakistan  | 8-0  | Kenia       |      |
| 22 september | Seoel | Pakistan  | 2-1  | Argentinië  |      |
| 24 september | Seoel | Australië | 4-0  | Pakistan    |      |
| 26 september | Seoel | Nederland | 2-0  | Pakistan    |      |
| 5-8ste plek  |       |           |      |             |      |
| 28 september | Seoel | Pakistan  | 1-0  | Sovjet-Unie |      |
| 5-6de plek   |       |           |      |             |      |
| 30 september | Seoel | India     | 1-'2 | Pakistan    |      |

### Tafeltennis
| Olympiër    | Onderdeel     | Resultaat | Prestatie |
| ----------- | ------------- | --------- | --- |
| Farjad Saif | enkelspel (m) | 25e       | groep F: 4de V van SWE Lindh: 1-3 V van EGY Helmy: 1-3 V van TPE Huei-Chieh: 0-3 V van GBR Douglas: 0-3 W van YUG Kalinić: 3-1 W van BRA Kano: 3-0 W van DOM Fermín: 3-1 |

### Worstelen
| Olympiër       | Onderdeel   | Resultaat   | Prestatie                                                                                         |
| Vrije stijl    | Vrije stijl | Vrije stijl | Vrije stijl                                                                                       |
| -------------- | ----------- | ----------- | ------------------------------------------------------------------------------------------------- |
| Mohammad Azeem | -57kg (m)   | 19e         | groep A: 10de W van AUT Auer: 4-0 V van JPN Kanehama: 1-3                                         |
| Mohammad Anwar | -74kg (m)   | 13e         | groep A: 7de W van SEN Diouf: 4-0 V van IRI Vagozari: 1-3 V van URS Varayev: 0-4                  |
| Abdul Majid    | -90kg (m)   | 7e          | groep A: 4de W van AUS Koenig: 4-0 W van NGR Iloanusi: 3-0 V van JPN Ota: 0-4 V van HUN Tóth: 1-3 |

### Zeilen
| Olympiër                  | Onderdeel | Resultaat | Prestatie                       |
| ------------------------- | --------- | --------- | ------------------------------- |
| Javed Rasool Mamoon Sadiq | 470 (m)   | 29e       | 187 punten: (24-26-28-26-25-25) |

Afghanistan · Algerije · Amerikaanse Maagdeneilanden · Amerikaans-Samoa · Andorra · Angola · Antigua en Barbuda · Argentinië · Aruba · Australië · Bahama’s · Bahrein · Bangladesh · Barbados · België · Belize · Benin · Bermuda · Bhutan · Birma · Bolivia · Bondsrepubliek Duitsland · Botswana · Brazilië · Britse Maagdeneilanden · Brunei · Bulgarije · Burkina Faso · Canada · Centraal-Afrikaanse Republiek · Chili · China · Chinees Taipei · Colombia · Congo-Brazzaville · Cookeilanden · Costa Rica · Cyprus · Denemarken · Djibouti · Dominicaanse Republiek · Duitse Democratische Republiek · Ecuador · Egypte · El Salvador · Equatoriaal-Guinea · Fiji · Filipijnen · Finland · Frankrijk · Gabon · Gambia · Ghana · Grenada · Griekenland · Groot-Brittannië · Guam · Guatemala · Guinee · Guyana · Haïti · Honduras · Hongarije · Hongkong · Ierland · IJsland · India · Indonesië · Irak · Iran · Israël · Italië · Ivoorkust · Jamaica · Japan · Joegoslavië · Jordanië · Kaaimaneilanden · Kameroen · Kenia · Koeweit · Laos · Lesotho · Libanon · Liberia · Libië · Liechtenstein · Luxemburg · Malawi · Malediven · Maleisië · Mali · Malta · Marokko · Mauritanië · Mauritius · Mexico · Monaco · Mongolië · Mozambique · Nederland · Nederlandse Antillen · Nepal · Nieuw-Zeeland · Niger · Nigeria · Noord-Jemen · Noorwegen · Oeganda · Oman · Oostenrijk · Pakistan · Panama · Papoea-Nieuw-Guinea · Paraguay · Peru · Polen · Portugal · Puerto Rico · Qatar · Roemenië · Rwanda · Saint Vincent en de Grenadines · Salomonseilanden · Samoa · San Marino · Saoedi-Arabië · Senegal · Sierra Leone · Singapore · Soedan · Somalië · Sovjet-Unie · Spanje · Sri Lanka · Suriname · Swaziland · Syrië · Tanzania · Thailand · Togo · Tonga · Trinidad en Tobago · Tsjaad · Tsjecho-Slowakije · Tunesië · Turkije · Uruguay · Vanuatu · Venezuela · Verenigde Arabische Emiraten · Verenigde Staten · Vietnam · Zaïre · Zambia · Zimbabwe · Zuid-Jemen · Zuid-Korea · Zweden · Zwitserland